# Bitva u Edgehill
Bitva u Edgehill byla první pravidelná bitva Anglické občanské války. Odehrála se 23. října 1642 nedaleko Edge Hill a Kinetonu v jižním Warwickshire. Nerozhodný výsledek neumožnil dosáhnout rychlého vítězství ve válce, která trvala ještě další čtyři roky.

## Pozadí

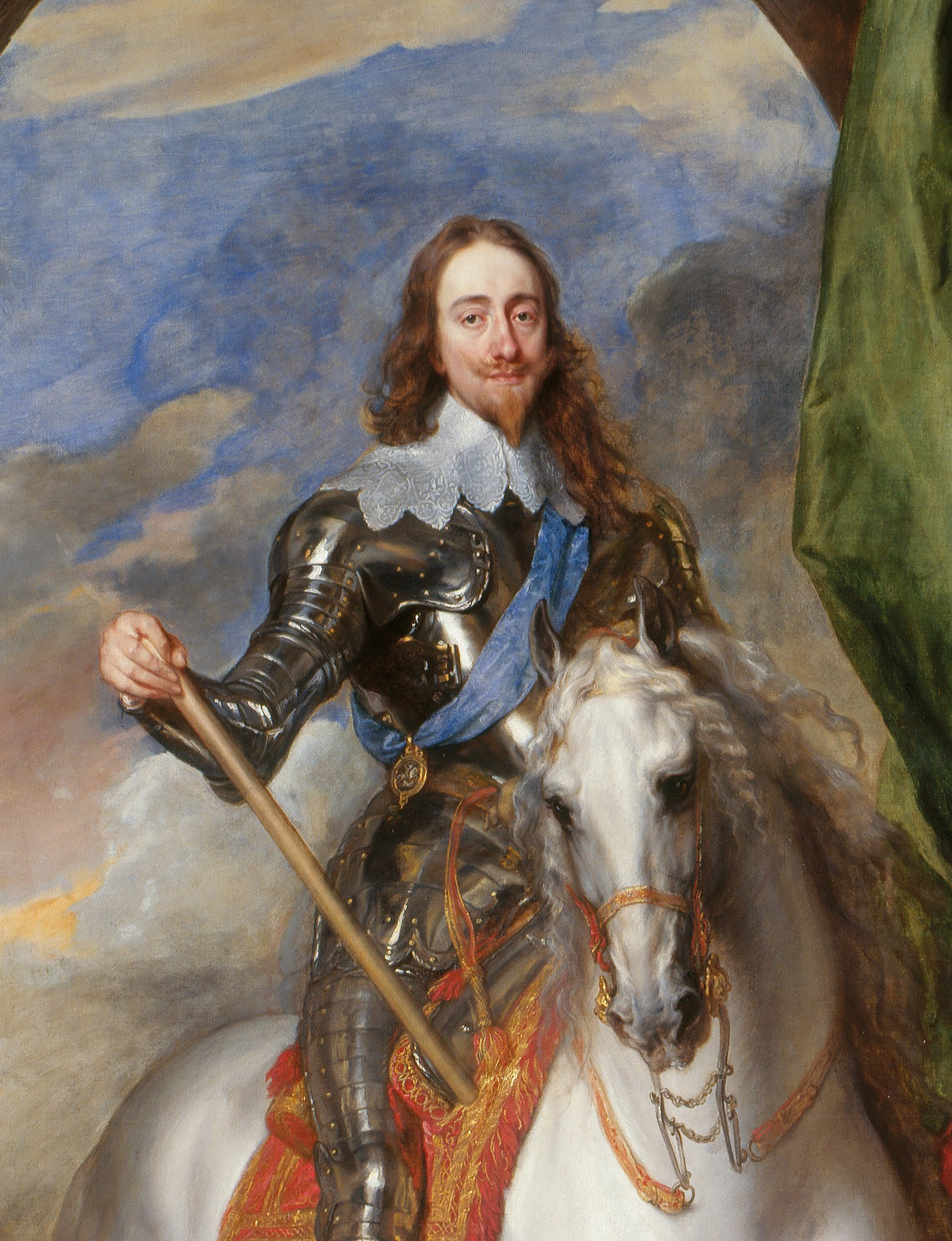
Karel I.

Když bylo zřejmé, že dohoda mezi Karlem I. a parlamentem není možná, vyrazil král 2. března 1642 na sever země. Obě strany si byly vědomy, že spor může být vyřešen pouze silou a začaly shromažďovat vojsko. Karel nařídil zástupcům panovníka v každém hrabství, aby shromáždil vojsko na jeho podporu.
Karel se pokusil obsadit Kingston upon Hull, kde byla uskladněna vojenská výzbroj a munice pro předchozí válku biskupů. Vojenská posádka nakloněná parlamentu neuposlechla králova příkazu a jeho síly odrazila. V srpnu se Karlovi podařilo zabrat vojenské zásoby z Nottinghamu a Lincolnu. 22. srpna nechal Karel vyvěsit královskou standartu v Nottinghamu a vyhlásil parlamentu válku. Poté se přesunul přes Chester do Shrewsbury, kde očekával posily z Walesu.
Poté, co zprávy o králových aktivitách dorazily do parlamentu, vyslali parlamentaristé svou armádu pod vedením Roberta Devereux, 3. hraběte z Essexu, proti králi. Essex vyrazil do Northamptonu, kde se k němu připojilo asi 20000 mužů a poté se vydal směrem na Worcester.

## Bitva
Aby mohl využít své jezdectvo, rozhodl se Karel, že nenapadne parlamentaristy ve Worcesteru, ale že se vydá směrem na Londýn a utká se s nepřítelem ve volném prostoru. 22. října dorazilo královské vojsko k Edgecote. Velitel nedaleké posádky v Banbury se obával jejich útoku a vyslal za Essexem posla s prosbou o pomoc. Ten se rozhodl vyrazit proti královskému vojsku, ačkoli neměl k dispozici veškeré vojsko. Král se o jejich pochodu dověděl a nařídil, aby se vojáci připravili na boj na vrcholku kopce. Essex chtěl původně pochodovat přímo na Banbury, ale poté, co zjistil, že se královské síly shromažďují na Edge Hill zastavil své vojáky na polovině cesty mezi Kinetonem a královským vojskem v oblasti kde jeho vojáci byli částečně chráněni živým plotem.

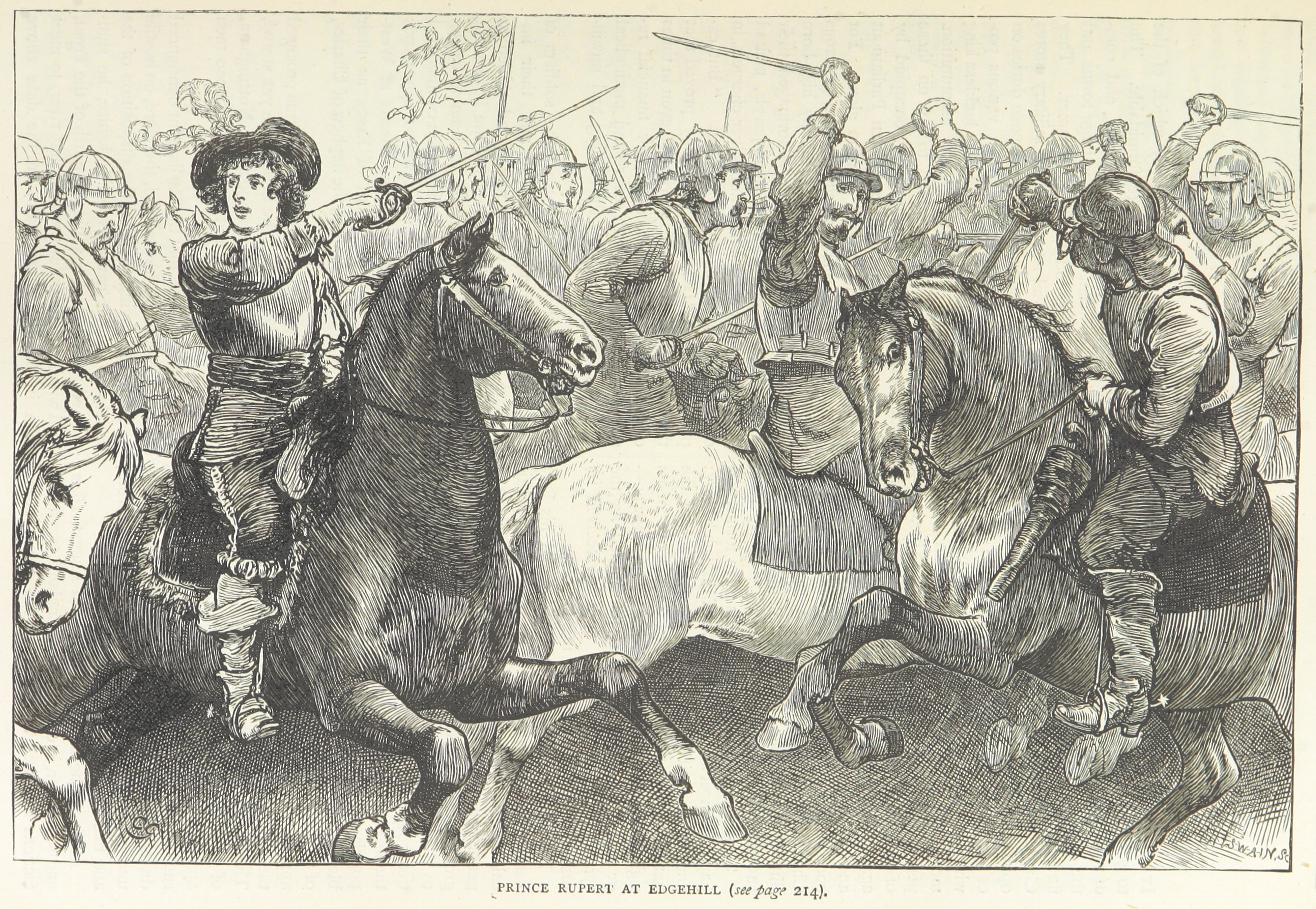
Ruprecht Falcký vedl jezdectvo roajalistů

Když se Essex nechtěl nechat vyprovokovat k útoku, začaly se královské oddíly přesouvat z návrší. Bitva začala až poté, co se mezi vojáky objevil král, který je povzbuzoval. Na to zareagovali parlamentaristé střelbou, kterou královi vojáci opětovali, ale vlivem jejich postavení nebyla jejich střelba příliš účinná. V té době královské jezdectvo zaútočilo na jezdectvo parlamentaristů.
Poté velitelé vojsk zaveleli k přímému útoku. Jednotlivé strany získávaly dílčí úspěchy v jednotlivých fázích boje a docházelo k částečnému úprku vojáků na obou stranách a královské jezdectvo místo, aby zaútočilo na zformované vojsko, vyrazilo pronásledovat uprchlíky. Král nařídil, aby jeho synové Karel a Jakub byli odvedeni do bezpečí. Navečer poté, co se královské jezdectvo znovu zformovalo, nařídil Essex ústup.
Obě strany si přes noc držely své pozice. Ráno druhý den se obě armády znovu zformovaly, ale žádná strana neměla velkou chuť pokračovat v boji. Karel vyslal k Essexovi posla se vzkazem, že mu odpustí, pokud přistoupí na jeho podmínky. Posel se ale musel vrátit zpět, aniž by předal depeši. I když Essexovi dorazily posily, stáhl se 25. října do Worcesteru.
To umožnilo Karlovi, aby se vydal na Londýn. S vědomím, že Essexovo vojsko je nedaleko, postupoval král pomaleji a udržoval pospolu celé vojsko. Essex se mezitím rychlým přesunem dostal do Londýna, kde získal posily pro boj s královským vojskem. Karel se proto rozhodl přesunout do Oxfordu, který se stal jeho sídlem po zbytek války.